# Église Saint-Félix d'Armenteule
L'église Saint-Félix  d'Armenteule est une église catholique du XIVe siècle située à Loudenvielle, dans le département français des Hautes-Pyrénées en France.

## Localisation
L’église Saint-Félix est située à l’extérieur du hameau d’Armenteule, ancienne commune qui a été rattachée à Loudenvielle, sur une butte au nord du bourg en bordure de la D 25.

## Historique
L’église remonte à l'époque romane, le clocher-mur a été modifié en 1768.

L'édifice est inscrit au titre des monuments historiques en 1994.

## Architecture
L'église est orientée, ce qui signifie que le chœur est tourné vers l'ouest.

L'église est bâtie suivant un plan habituel pour les églises romanes de la région : c'est une nef unique  prolongée par une abside semi-circulaire, terminé à l'ouest par un clocher-mur modifié au XVIIIe siècle.

L’abside semi-circulaire est orné de bandes lombardes et le clocher de modillon.
 
L'église a été agrandie par deux chapelles latérales au nord et au sud, et d’une sacristie au nord-est, la voûte en cul-de-four et le mur du  chœur étaient ornés d’une peinture réalisée dans les années 1950.

Un retable architecturé du XVIIe siècle se dresse au-dessus du  maître-autel, un tabernacle date de la même époque. Un retable occupe l’autel secondaire dans la chapelle sud.

## Galerie de photos

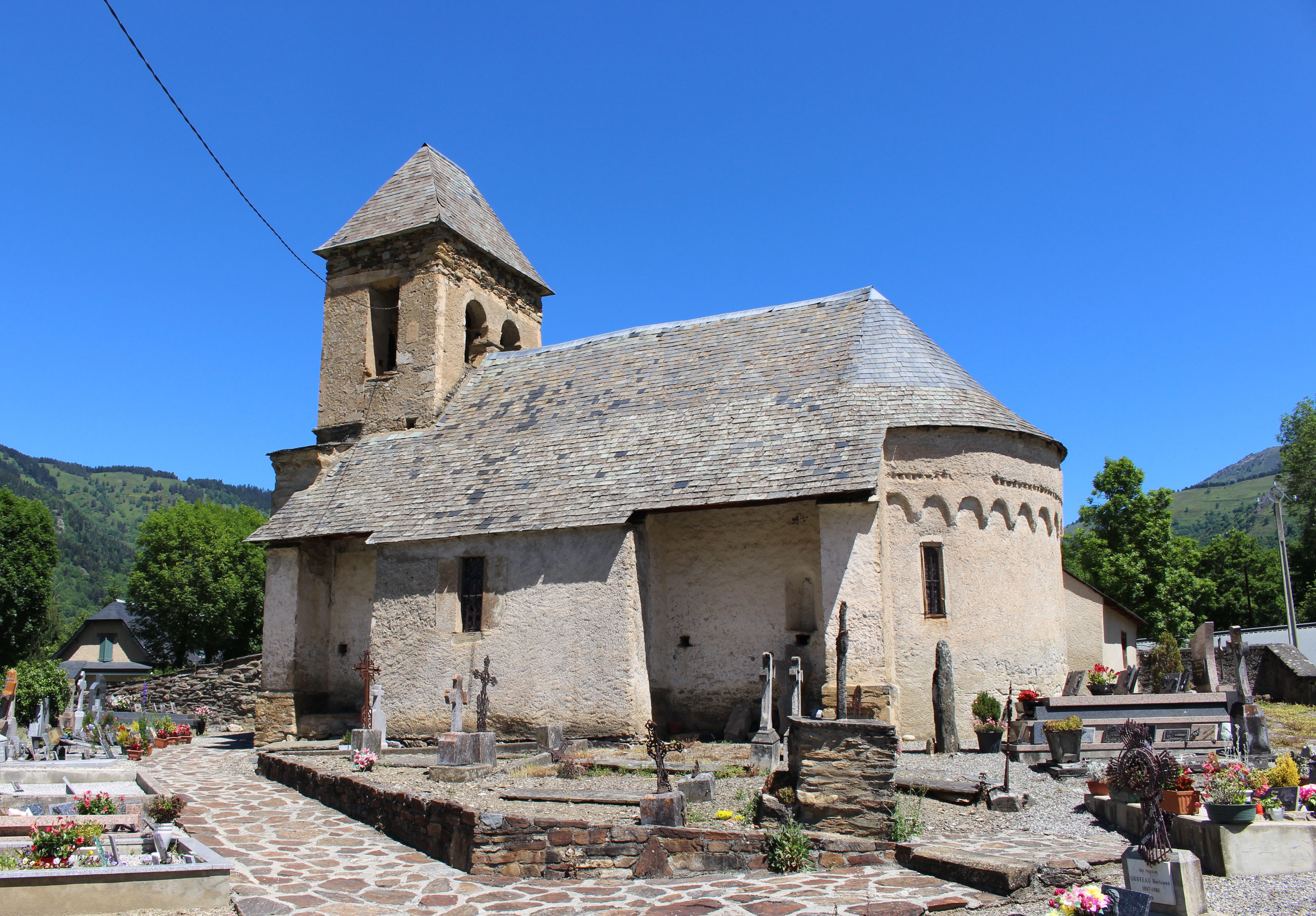
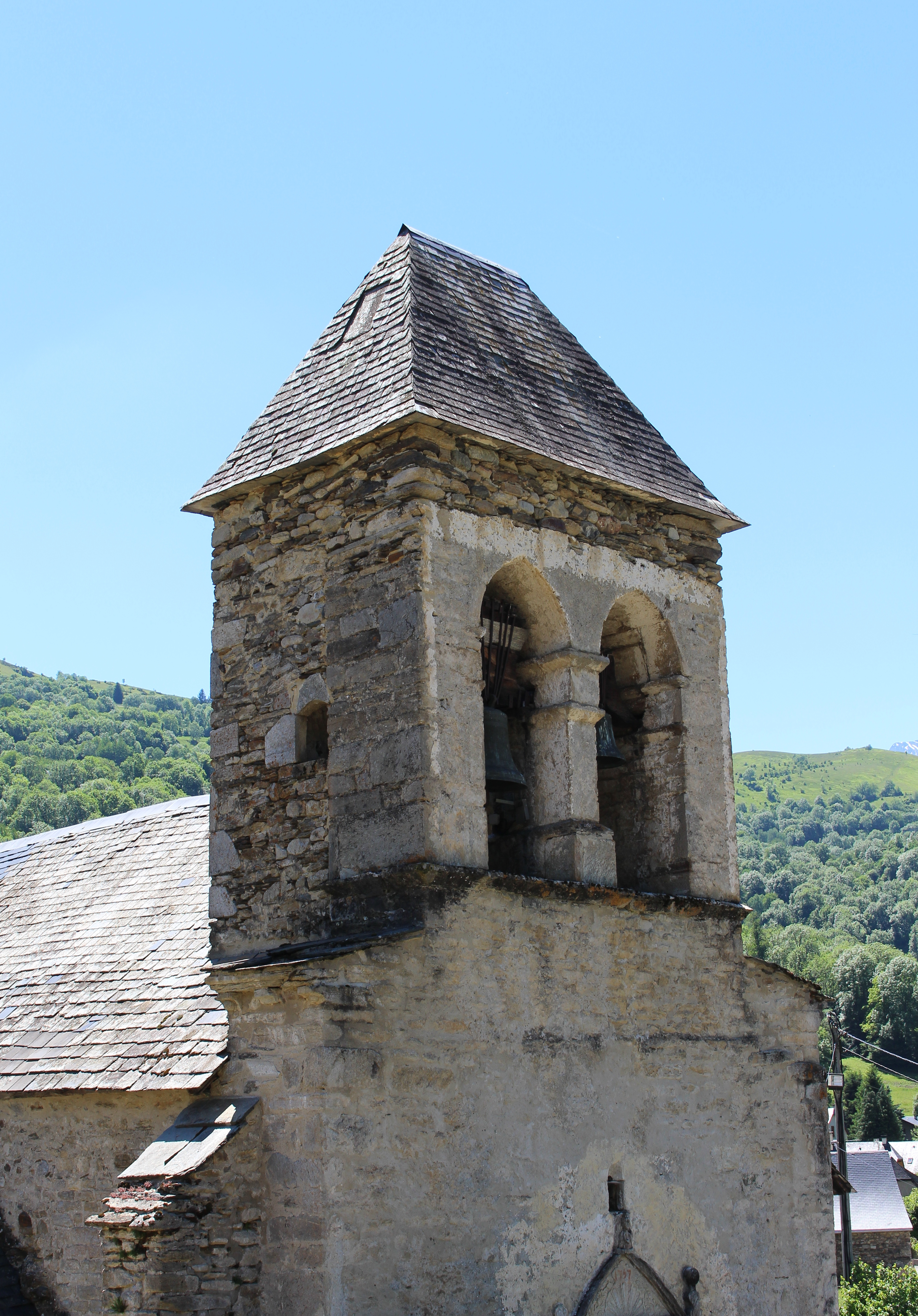
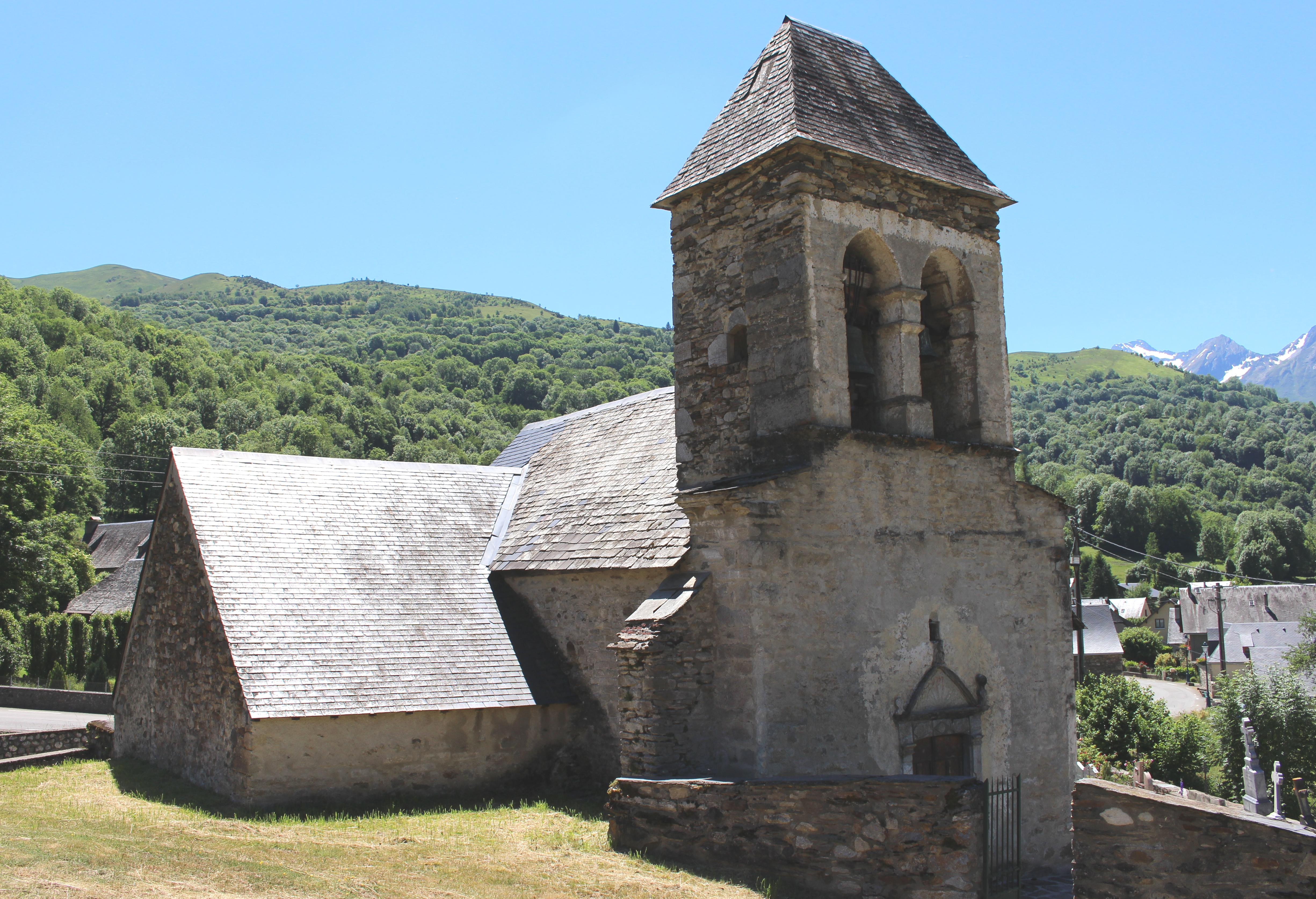